# Sofia Pereswetoff‐Morath
Sofia Pereswetoff‐Morath, född den 27 juli 1984 i Ryssland, är en runolog verksam i Sverige. Hon är universitetslektor vid Stockholms universitet. Hon har varit projektansvarig för att utveckla appen Runstenar.